# Redkam
Redkam används vid vävning och är en anordning med piggar mellan vilka varpen kan läggas för att fördela den jämnt i vävstolen vid pådragning. Används som ett alternativ till förskedning då varpen fördelas i en vävsked.